# Museo del viaje y jardines
El Museo del viaje y jardines en inglés : The Journey Museum and Gardens, es un museo y jardín botánico de administración privada, de 7 acres (28,000 m²) de extensión.
Se configura como un recorrido por la historia de las Black Hills, a partir de las historias de la creación de los nativos americanos, pasando a los 2,5 miles de millones de años de historia descifrable en las rocas con las exposiciones de geología, paleontología, arqueología, de los habitantes nativos, y concluyendo con los pioneros que viajaron al Oeste.

## Galerías de exhibición

### Geología y paleontología

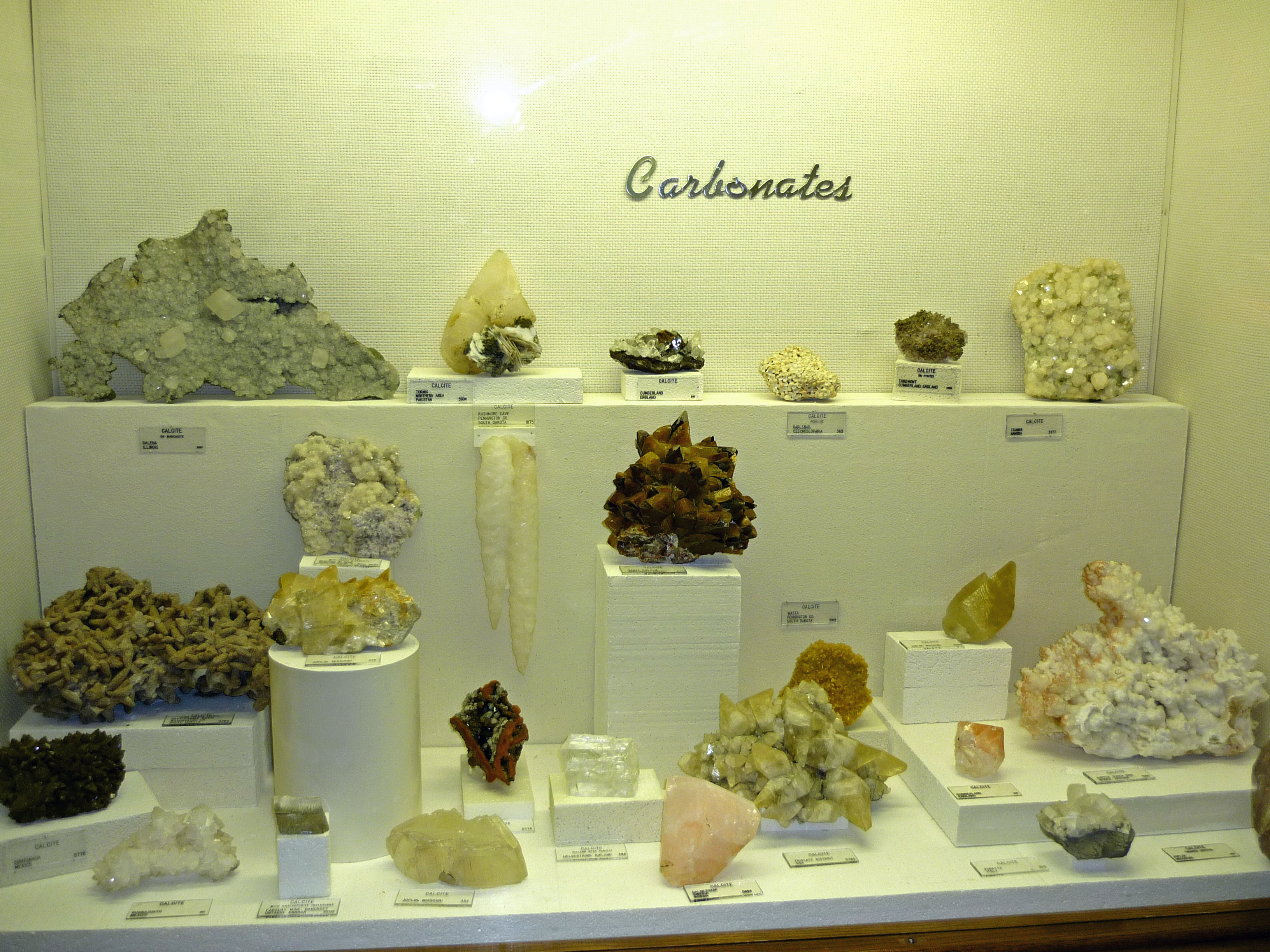
Muestra de carbonatos

La Galería de Geología contiene una pared que muestra un registro de 2,5 mil millones años de rocas de la zona de Colinas Negras. El Museo de Geología de la Escuela de Minas y Tecnología de Dakota del Sur proporciona artefactos y patrones de información para comprender mejor la línea de tiempo. Junto con la sección de geología está la sección de paleontología con fósiles, gran parte del cual está cedida por el Instituto Geológico de Investigación de Colinas Negras en Hill City (Dakota del Sur). Un modelo de una excavación en el sitio con una tienda de campaña ofrece a los visitantes el patrón modelo de trabajo de campo, a veces con un paleontólogo jubilado trabajando en él que pueda responder a las preguntas. También se incluyen en la exposición un modelo de un T-Rex y Stegosaurus acompañado por una pista de sonido de rugidos.

### Arqueología
Después de las exposiciones de Geología y Paleontología está la Galería de Arqueología. Esta galería está dividida en cinco secciones, de acuerdo al periodo de tiempo. Se divide en las cinco secciones que aparecen en la siguiente tabla. La Galería de Arqueología contiene artefactos e información procedentes del Centro de Investigación Arqueológica de Dakota del Sur.
| Fechas    | Sección                  |
| --------- | ------------------------ |
| 7500 AC   | Paleoamericano           |
| 7500-1500 | Arcaico de las llanuras  |
| 1500-900  | Bosques de las llanuras  |
| 900-250   | Poblados de las llanuras |
| 250-50 BC | "Histórico"              |

### Museo de los indios Sioux
El Museo de los indios Sioux, es la Galería siguiente después de Arqueología, contiene 5.500 piezas reguladas por el Indian Arts and Crafts Board del Departamento del Interior de los Estados Unidos. La mayor parte de la colección procede de la colección particular de un nativo americano coleccionista de artes que era dueño de un puesto comercial en la Rosebud Indian Reservation. Esta parte de la colección fue recopilada a partir de los años 1890 a 1930. Los Sioux Indian Museum contiene artículos con cuentas ensartadas, objetos ceremoniales, ropa tradicional de los nativo americanos, una exposición de artículos hechos de animales, artículos para niños (tales como muñecas y juegos), los instrumentos, sillas de montar de nativos americanos y tipis. También hay una Holografía de un anciano nativo americano que narra tres historias.

### Pioneros
La "Minnilusa Pioneer Gallery" es la galería de final en la línea de tiempo de diseño del museo. Esta colección cuenta con una cabaña de trampero, un embarcadero, sillas que usted puede probar, un modelo de la primera gran ferretería de Dakota del Sur, y varios tableros con información de historia y artefactos de la época de los pioneros. Cuenta con famosas leyendas tales como Jim Bridger, General Custer, Wild Bill Hickock, Sitting Bull, Crazy Horse y Red Cloud. También abarca la interacción entre los nativos americanos y los primeros colonos durante el período comprendido entre los primeros encuentros con la reconciliación de hoy en día.

### Galería Adelstein
La Adelstein Gallery es una exposición libre. Cada pocos meses de la exposición se realizan cambios en la galería. A veces la galería puede albergar exposiciones colocadas por entidades externas, o contener una exposición en relación con la época actual del año. La exposición se relaciona generalmente con el área local. Los temas comunes de exposición han sido obras de arte o elementos de vaquero / del rodeo, pero va mucho más allá. También se pueden alquilar por individuos o grupos para eventos privados o públicos.

## Jardines y terrenos
El museo está rodeado por varias hectáreas de jardines de plantas nativas occidentales mantenidas por una serie de jardineros voluntarios de la zona. 
Los jardines se crearon con la intención de cultivar vegetación autóctona de la zona local de Colinas Negras y otras plantas que se encuentran de forma silvestre en el Hemisferio Occidental.
La zona ajardinada está dividida en varios pequeños jardines situados alrededor del museo. Varios jardines contienen verduras, flores y árboles.